# Universitat d'Illinois a Urbana-Champaign
La Universitat d'Illinois a Urbana-Champaign (també coneguda com a U of I, UIUC o simplement Illinois) és un centre d'estudis públic focalitzat en la recerca de tecnologia d'avançada. El campus de la Universitat d'Illinois se situa a Urbana-Champaign, en l'estat d'Illinois, EUA, i va ser fundada el 1867.
Actualment és la universitat més gran de l'estat d'Illinois i compta amb disset facultats que ofereixen més de 150 programes d'estudi. El seu campus posseeix 647 edificis en una àrea de 1842 hectàrees. La universitat destaca pels seus èxits obtinguts en enginyeria, ciències aplicades, finances i negocis. El pressupost anual de la universitat el 2016 va ser superior a 2 mil milions de dòlars. El 2018, U.S. News & World Report (USNWR) va situar la Universitat d'Illinois a Urbana-Champaign en el lloc número catorze de les millors universitats públiques als Estats Units.
Els equips esportius universitaris són coneguts com a Illinois Fighting Illini.